# Muaro (Payakumbuh Utara)
Muaro is een bestuurslaag in het regentschap Payakumbuh van de provincie West-Sumatra, Indonesië. Muaro telt 714 inwoners (volkstelling 2010).